# Glaciar Spegazzini
El glaciar Spegazzini es uno de los glaciares limítrofes entre Argentina y Chile luego del Acuerdo para precisar el recorrido del límite desde el Monte Fitz Roy hasta el Cerro Daudet de 1998. La sección inferior del glaciar se ubica en Argentina, en el departamento Lago Argentino de la provincia de Santa Cruz. Su nacimiento se encuentra en Chile, en la provincia de Última Esperanza de la región de Magallanes. Está protegido por los parques nacionales Bernardo O'Higgins y Los Glaciares.
Tiene una superficie de 134 km² y un ancho promedio de 1,5 km. El glaciar se origina en el campo de hielo Patagónico Sur y fluye hacia el oriente, llegando hasta el brazo Spegazzini del lago Argentino. Su característica principal es la gran altura de su frente, que alcanza los 135 m, convirtiéndolo en el más alto del parque nacional Los Glaciares y en uno de los más importantes. Para llegar a él parten excursiones desde Puerto Bandera, que navegan el denominado brazo Norte hasta que este se divide al norte en el brazo Upsala, donde se encuentra el glaciar Upsala, y al sur el brazo Spegazzini; sobre el brazo Spegazzini también se divisa el glaciar Seco, que no alcanza a desembocar en él. La vegetación a su alrededor produce un marcado contraste de colores, producido por la erosión del glaciar, la humedad, el viento y el sol. Al norte se encuentra el cerro Spegazzini Sur.

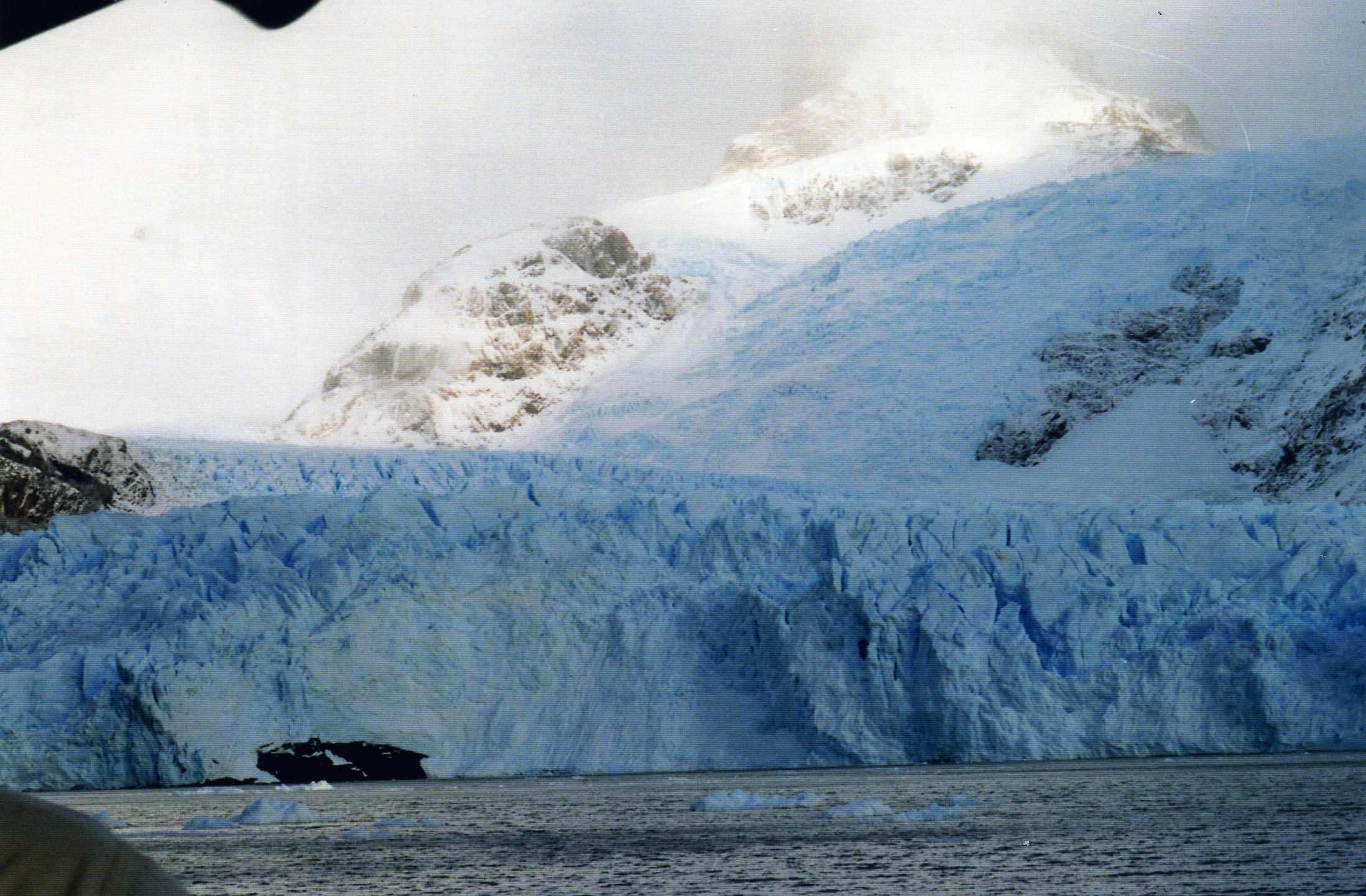
Vista del glaciar.

Debe su nombre al botánico Carlos Luis Spegazzini, quien fue el primero en estudiar la flora local.
El glaciar está alimentado por los glaciares Mayo Norte y Peineta. Además, tiene la particularidad de no presentar signos de retroceso, lo cual es un fenómeno común a los grandes glaciares.